# Velikdence, Tărgoviște
Velikdence (în bulgară Великденче) este un sat în comuna Omurtag, regiunea Tărgoviște,  Bulgaria. 

## Demografie
Componența etnică a satului Velikdence
     Turci (72,03%)
     Bulgari (2,96%)
     Nicio identificare (25%)
     Altele (0%)
La recensământul din 2011, populația satului Velikdence era de 304 locuitori. Din punct de vedere etnic, majoritatea locuitorilor (72,03%) erau turci, cu o minoritate de bulgari (2,96%). Pentru 25% din locuitori nu este cunoscută apartenența etnică.